# Philippe Sollers
Philippe Sollers (pseudonimo di Philippe Joyaux; Talence, 28 novembre 1936 – Parigi, 5 maggio 2023) è stato uno scrittore, saggista e filosofo francese. È considerato una delle figure di spicco della cultura francese contemporanea.

## Biografia
Dopo avere esordito con il romanzo La sfida (1957), ha fondato la rivista Tel Quel, (1960). Con il romanzo Le parc ha vinto nel 1961 il premio Médicis. Ha passato gran parte della sua vita a Parigi, con lunghi soggiorni a Venezia.
Nel 1983, a seguito della chiusura di Tel Quel ha fondato la rivista «L'Infini». Nel corso degli anni settanta si è orientato verso uno sperimentalismo sempre più avanzato in campo linguistico e psicoanalitico. Ha pubblicato Leggi (1972), H (1972), e Paradiso (1980), opere che si distinguono per complessità e arditezza tecnica. In Paradiso mescola frammenti derivanti dalle più disparate forme di comunicazione, dalla pubblicità alle filastrocche, nella ricerca di libertà espressive più alte. Ha scritto: "Perché Paradiso? Perché anche se fossi all'inferno sarebbe questa la mia maniera d'essere. Perché ho l'impressione di essere capitato per caso dentro l'immenso umorismo del non essere. Che ancora prova la necessità inaudita di essere detto". 
Del 1983 è Donne, con cui scandalizzò gli ambienti culturali francesi, e che segnò una svolta nella sua scrittura e nelle sue posizioni politiche: è un romanzo erotico-filosofico, un trattato romanzesco sull'evoluzione della specie femminile alle soglie del XXI secolo. Nel 1992 l'Académie française gli conferisce il Grand Prix de littérature Paul Morand
Nel dicembre 2007, Sollers è stato a Villa Medici a Roma per parlare dei ritratti di Papi nell'arte: dal Ritratto di Papa Innocenzo X di Diego Velázquez allo Studio del Ritratto di Papa Innocenzo X di Velazquez di Francis Bacon (1953), dalla foto di papa Giovanni Paolo II ferito in Piazza San Pietro (maggio 1981) a quella di papa Benedetto XVI mentre suona il pianoforte in Valle d'Aosta (luglio 2006).
È morto il 5 maggio 2023 a Parigi, all'età di 86 anni. È sepolto nel cimitero di Ars-en-Ré, sull'isola di Ré (Charente-Maritime).

## Stile e collocazione
(Philippe Sollers, Memoires)
Sollers è stato dagli anni '80 tra i dominatori della scena letteraria francese nell'ultimo trentennio del XX secolo. Provocatore, rivoluzionario nel pensiero, partito dall'hegelismo è stato accusato di essersi perfino avvicinato a un papismo controriformista dopo una conversione al cattolicesimo che lo portò al ripudio delle ideologie del Sessantotto.

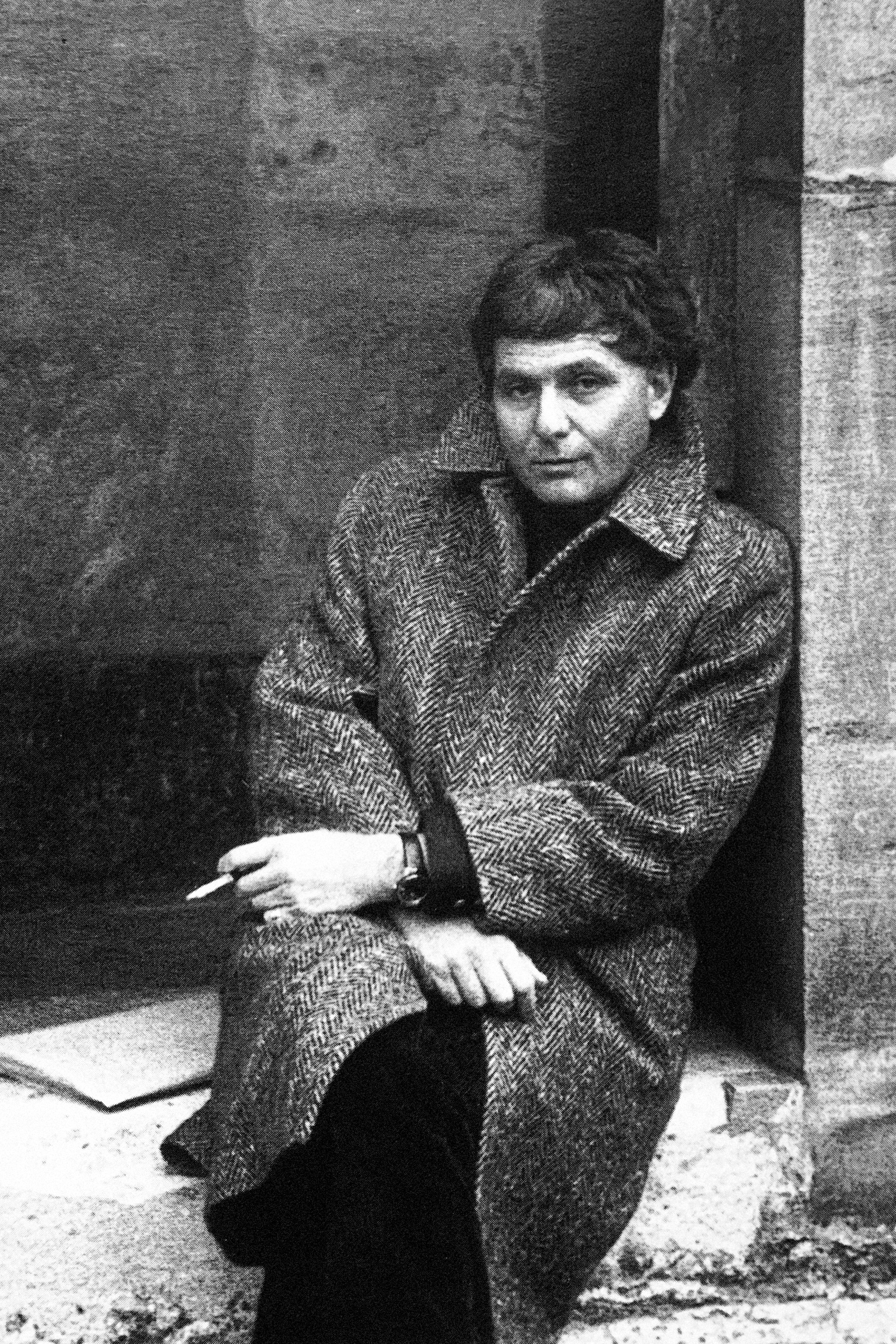
Philippe Sollers nel 1991

Alcuni testi sono fondamentali per esplicarne l'ideologia e il pensiero. Ne La guerre du goût (1994) Sollers ricorda ironicamente di esser stato sempre bollato con etichette contraddittorie, come «classico, modernista, maoista, insignificante, pagliaccio, impostore, schizofrenico, paranoico, infantile, nullo, libertino, papista, voltairiano...»
Egli si considera soprattutto un nemico delle mode culturali e delle cricche accademiche, ed è stato descritto come capace di esaltare allo stesso tempo il marchese de Sade e l'enciclica Veritatis splendor di papa Giovanni Paolo II. Legato a un concetto rigoroso dell'indipendenza e dell'autonomia dell'arte da ogni forma di potere, sciolse appunto «Tel Quel» appena avvertì i sintomi di nascita di una "scuola sollersiana".
Nel 2006 pubblicò Une vie divine. Al narratore, un professore di filosofia, è affidato il compito di scoprire una filosofia mondana che non escluderebbe però la dimensione religiosa dell'umanità. Attraverso la sua ricerca e le discussioni con le due donne della sua vita (una intellettuale e l'altra frivola) scopre che un solo pensatore è stato abbastanza forte per fondare un progetto di filosofia del mondo: Nietzsche. In questo romanzo, Philippe Sollers cerca quindi di lottare contro il nichilismo contemporaneo della letteratura che vede come bloccata nella disgrazia e nella malinconia, alla quale egli contrappone promesse di vita e di felicità. Romanzo politico e filosofico, Une vie divine è uno scritto tra il serio e il faceto sulla possibilità di essere felici, presentantosi anche come uno scontro tra le filosofie di Nietzsche e Schopenhauer. Sollers vede anche sé stesso e i suoi romanzi come una continuazione di quelli del XVIII secolo, ad esempio dei libri dei philosophes come Diderot e Voltaire; la sua rottura con la tradizione non è onnicomprensiva. 
Il suo luogo ideale e letterario prediletto è Venezia, luogo che unisce le persone che più ammira in un personale pantheon: Lorenzo Da Ponte, Vivaldi, Tiepolo, Tintoretto, Tiziano, Veronese, Monteverdi, Casanova, Vivant Denon e la contessa Albrizzi.

## Vita privata
Philippe Sollers si è sposato il 2 agosto 1967 con Julia Kristeva, psicoanalista, scrittrice e semiologa, di origine bulgara. La coppia ha avuto un figlio, nato nel 1975.
Contemporaneamente, per più di cinquant'anni, mantenne anche un legame con la scrittrice belga Dominique Rolin (1913-2012), con la quale scambiò un'ampia corrispondenza conservata presso la Biblioteca Reale del Belgio in una raccolta speciale. Nel 2013 ha pubblicato Portraits de femmes, un libro in cui parla tanto di sua madre, di Julia Kristeva, di Dominique Rolin, di prostitute e personaggi storici. Nel 2017 Gallimard ha pubblicato il primo volume della sua corrispondenza con Dominique Rolin, integrato da un secondo volume nel 2019.

## Opere

### Romanzi
- Une curieuse solitude, Paris: Éditions du Seuil, 1958 ISBN 978-2-02-049935-4 (trad. Una curiosa solitudine)
- Le parc, Paris: Éditions du Seuil, 1961 ISBN 2-02-049997-5 (Prix Médicis)
  - trad. di Jacqueline Risset, Il parco, introduzione di Edoardo Sanguineti, Milano: Bompiani, 1967
- Drame, Paris: Éditions du Seuil, 1965 ISBN 2-07-071853-0
  - trad. di Jacqueline Risset, Dramma, Torino: Einaudi, 1972
- Nombres, Paris: Éditions du Seuil, 1966
  - trad. di Enrico Filippini, Numeri, Torino: Einaudi, 1973
- Lois, Paris: Éditions du Seuil, 1972; Paris: Gallimard, 2001 ISBN 2-07-075741-2 (trad. Leggi)
- H, Paris: Éditions du Seuil, 1973
  - trad. Ermanno Krumm, H, Milano: Feltrinelli, 1975
- Paradis, Paris: Éditions du Seuil, 1980
  - trad. Paradis, Milano: Spirali, 1981
- Femmes, Paris: Gallimard, 1983 ISBN 2-07-024881-X
  - trad. Paola Barone, Donne, Napoli: Pironti, 1993 ISBN 88-7937-039-1
- Portrait du joueur, Paris: Gallimard, 1984 (con Martin Veyron), ivi, 1991 ISBN 2-7376-2718-4 (trad. Ritratto di giocatore)
- Paradis 2, Paris: Gallimard, 1986 ISBN 2-07-070688-5 ISBN 2-07-039351-8
- Le Cœur absolu, Paris: Gallimard, 1987 ISBN 2-07-070853-5 ISBN 2-07-038101-3
  - trad. di Francesco Saba Sardi, Il cuore assoluto, Milano: Bompiani, 1988
- Les Folies françaises, Paris: Gallimard, 1990 ISBN 2-07-038291-5
- Le Lys d'or, Paris: Gallimard, 1989 ISBN 2-07-071555-8 ISBN 2-07-038392-X
- La Fête à Venise, Paris: Gallimard, 1991 ISBN 2-07-038603-1 (trad. La festa a Venezia)
- Le Secret, Paris: Gallimard, 1992 ISBN 2-07-039277-5 ISBN 2-07-072895-1 (trad. Il segreto)
- Le cavalier du Louvre: Vivant Denon, 1747-1825, Paris: Plon, 1995 ISBN 2-259-00290-0 ISBN 2-07-040046-8 (trad. Il cavaliere del Louvre, biografia)
- Studio, Paris: Gallimard, 1997 ISBN 2-07-074084-6 ISBN 2-07-040725-X
- Casanova l'admirable, Paris: Plon, 1998 ISBN 2-259-18630-0 ISBN 2-07-040891-4 (biografia romanzata)
  - trad. Massimo Caviglione, Il mirabile Casanova, Milano: Il Saggiatore, 1999 ISBN 88-428-0790-7
- Un amour américain, Paris: Mille et une nuits, 1999 (trad. Un amore americano)
- Passion Fixe, Paris: Gallimard, 2000 ISBN 2-07-074905-3 ISBN 2-07-041921-5
- Mysterieux Mozart, Paris: Plon, 2001 ISBN 2-259-19106-1, Paris: Folio Gallimard, 2003 ISBN 2-07-042323-9 (biografia romanzata)
- L'Étoile des Amants, Paris: Gallimard, 2002 ISBN 2-07-076977-1
- Une Vie Divine Paris: Gallimard, 2006 ISBN 2-07-076831-7 ISBN 978-2-07-034292-1
- Un Vrai Roman: mémoires, Paris: Plon, 2007 ISBN 978-2-259-19720-5 (autobiografia)
- Les Voyageurs du temps, Paris: Gallimard, 2009 ISBN 978-2-07-077977-2
- Trésor d'amour Paris: Gallimard, 2011

### Saggi e interviste
- Francis Ponge, Paris: Seghers, 1963; nuova ed. 2001
- L'Intermédiaire, Paris: Éditions du Seuil, 1963
- Logiques, Paris: Éditions du Seuil, 1968
- L'écriture et l'expérience des limites, Paris: Éditions du Seuil, 1968 ISBN 2-02-000599-9 (trad. La scrittura e l'esperienza dei limiti)
- Entretiens de Francis Ponge avec Philippe Sollers, Paris: Gallimard, 1970
- Sur le materialisme, Paris: Éditions du Seuil, 1974
  - trad. Sul materialismo, prefazione di Pier Aldo Rovatti, Milano: Feltrinelli, 1973
- (a cura di) Vers une révolution culturelle, Paris: Éditions générale, 1973 (dal colloquio tenuto a Cerisy-la-Salle dal 29 giugno al 9 luglio 1972)
  - Bataille: verso una rivoluzione culturale, trad. di Marina Bianchi, Bari: Dedalo, 1974
  - Artaud: verso una rivoluzione culturale, Bari: Dedalo, 1974
- Délivrance (con Maurice Clavel), interviste raccolte da Jacques Paugam dalla trasmissione televisiva "Parti pris" su France-Culture, Paris: Éditions du Seuil, 1977 ISBN 2-02-004576-1
- Entretien avec Jean-Louis de Rambures in Comment travaillent les écrivains, Paris, 1978
- Vision à New York: entretiens avec David Hayman, Paris: Grasset, 1981; prefazione di Philippe Forest, Paris: Folio Gallimard, 1998 ISBN 2-07-040510-9
  - trad. Iosanna Arturi e Silvana Eccher dall'Eco, Visione a New York: conversazioni con David Hayman, Milano: Spirali, 1981
- Alain Kirili, Paris: Galerie Adrien Maeght, 1984
- Théorie des Exceptions, Paris: Gallimard, 1985
- Louis Cane, catalogue raisonné sculptures, Paris: Galerie Beaubourg, 1986
- Les Surprises de Fragonard, Paris: Gallimard, 1987 ISBN 2-07-011129-6
- Rodin: dessins erotiques, Paris: Gallimard, 1987 ISBN 2-07-011113-X (con Alain Kirili)
- De Kooning, vite, Paris: La différence, 1988; nuova ed. 2007
- Carnet de nuit, Paris: Plon, 1989 ISBN 2-259-02076-3, Paris: Gallimard, 2006 ISBN 2-07-032092-8
- Foto licenziose della belle époque, scelte e presentate da, Bologna: Capriccio, 1989 ISBN 88-7055-100-8
- Improvisations: à travers les textes sacres, Paris: Gallimard, 1991 ISBN 2-07-032634-9; Folio, 2005 ISBN 2-07-031682-3
- Le rire de Rome: entretiens avec Frans De Haes, Paris: Gallimard, 1992
- Watteau et les femmes, Paris: Flammarion, 1992
- Sade contre l'Être Supreme, Paris: Quai Voltaire, 1992 ISBN 2-87653-135-6; nuova ed. con Sade dans le temps, Paris: Gallimard, 1996 ISBN 2-07-074528-7
- Le paradis de Cézanne, Paris: Gallimard, 1995 ISBN 2-07-074180-X
  - trad. Piero Pagliano, Il paradiso di Cézanne, Milano: Abscondita, 2005 ISBN 88-8416-114-2
- Picasso, le héros, Paris: Cercle d'Art, 1996 ISBN 2-7022-0478-3
- Les Passions de Francis Bacon, Paris: Galliamrd, 1996 ISBN 2-07-073182-0
  - trad. Piero Pagliano, Le passioni di Francis Bacon, Milano: Abscondita, 2003 ISBN 88-8416-062-6
- La Guerre du goût, Paris: Gallimard, 1994 ISBN 2-07-073902-3 ISBN 2-07-040058-1
- Liberte du 18ème, Paris: Gallimard, 1996 ISBN 2-07-042529-0 (estratto del precedente)
- Francesca Woodman, Scalo Publishers, 1998
- L'Année du Tigre: journal de l'année 1998, Paris: Éditions du Seuil, 1999
- L'œil de Proust: les dessins de Marcel Proust, Paris: Stock, 1999 ISBN 2-234-05041-3
- La Divine Comedie: entretiens avec Benoit Chantre, Paris: Desclée de Brouwer, 2000 ISBN 2-220-04807-1 Paris: Folio Gallimard, 2003 ISBN 2-07-042541-X
- Éloge de l'infini, Paris: Gallimard, 2001 ISBN 2-07-042520-7 ISBN 2-07-076976-3
- Voir écrire: essai, in conversazione con Christian de Portzamparc, prefazione di Hélène Bleskine, Paris: Calmann-Levy, 2003 ISBN 2-7021-3251-0
- Dictionnaire amoureux de Venise, con disegni di Alain Bouldouyre, Paris: Plon, 2004 ISBN 2-259-19719-1 (trad. Dizionario per gli amanti di Venezia)
- Illuminations: à travers les textes sacres, Paris: Laffont, 2003 ISBN 2-221-09746-7
- Le Saint-Ane, Paris: éd. Verdier, 2004
- Poker, intervista con i redattori di "Ligne de risque", Paris: Gallimard, 2005
- Logique de la fiction et autres textes, prefazione di Philippe Forest, Nantes: Éditions Cécile Defaut, 2006 ISBN 2-35018-027-1
- Fleurs, Paris: Harmann, 2006
- L'évangile de Nietzsche: entretiens avec Vicent Roy, Paris: Le cherche midi, 2006 ISBN 2-7491-0825-X, trad. Guido Lagomarsino, Il vangelo di Nietzsche: conversazioni con Vincent Roy, prefazione di Attilio Scarpellini, Milano: O Barra O, 2008 ISBN 978-88-87510-37-9 cfr.
- Guerres secrètes, Paris: Carnets nord, 2007
- Willy Ronis, Nues: Terre bleue, 2008
- Grand beau temps, aphorismes et pensées choisies, Paris: Le cherche midi, 2009
- Céline, Paris: Éditions Ecriture, 2009
- Discours parfait, Paris: Gallimard, 2010 ISBN 978-2-07-076830-1
- Vers le Paradis Paris: Desclée de Brouwer, 2010 (Con un DVD che include il film "Verso il Paradiso" di Georgi K. Galabov e Sophie Zhang)

## Filmografia
- L'Ordre, regia di Jean-Daniel Pollet - documentario (1973)